# Ашотян, Армен Геворгович
Арме́н Гево́ргович Ашотя́н (арм. Արմեն Գևորգի Աշոտյան , 25 июля 1975, Ереван) — бывший министр образования и науки Республики Армения.

## Биография
- 1992—1998 — учился в Ереванском государственном медицинском университете имени Мхитара Гераци по специальности «лечебное дело».

- 1998—2000 — клиническая ординатура того же вуза по специальности «судебная медицина».
- 2000—2003 — защитил кандидатскую диссертацию и получил учёную степень кандидата медицинских наук.
- 2005 — окончил Московскую школу политических исследований.
- 2007 — окончил Московский государственный институт международных отношений (МГИМО) по специальности «Менеджмент глобальных процессов».
- 1999—2000 — старший лаборант на кафедре судебной медицины Ереванского государственного медицинского университета.
- 2002—2006 — помощник ректора Ереванского государственного медицинского университета.
- 2005—2006 — советник ректора того же университета на общественных началах.
- 2003 — ассистент кафедры биохимии Ереванского государственного медицинского университета.
- 2006 — доцент кафедры биохимии Ереванского государственного медицинского университета.
- 2005—2007 — депутат парламента Армении третьего созыва. Член постоянной комиссии по социальным вопросам, по вопросам здравоохранения и охраны природы. Член Республиканской партии Армении.
- 12 мая 2007 года избран депутатом парламента Армении четвёртого созыва. Член постоянной комиссии по вопросам Евроинтеграции.
- С сентября 2008 — председатель Постоянной комиссии НС по вопросам науки, образования, культуры, молодёжи и спорта.
- 13 мая 2009 года назначен министром образования и науки Республики Армения.
- 16 июня 2012 года переназначен на должность Министра образования и науки Республики Армения.
- 8 мая 2013 года переназначен на должность Министра образования и науки Республики Армения.
- 26 апреля 2014 года переназначен на должность Министра образования и науки Республики Армения.

- 2004 — году выпустил свой первый сборник стихов «ГОЛОС».
- 2007 — первый сборник авторских песен «ЗА…».

С 1996 года участвовал в спортивном «Что? Где? Когда?»: был капитаном команды «Эребуни». С 2005 года — спонсор команды «РПА-ДАФ», чемпиона Армении 2005—2009 годов, чемпиона Южного Кавказа 2005 года.
Указом Президента Республики Армения от 28 декабря 2012 года награждён медалью Мовсеса Хоренаци. Кандидат медицинских наук, офицер запаса ВС РА.
В 1999—2003 годах был председателем молодёжного парламента ЕГМУ, в 2003—2005 годах — председателем молодёжной организации РПА.
Армен Ашотян является автором двух десятков научных работ и статей.
Вице-председатель РПА, член Исполнительного совета РПА.
Женат, имеет 2-х детей.

## Награды
- Медаль «За заслуги перед Отечеством» 2 степени (28 декабря 2015) — за вклад в организацию и проведение научно-просветительских мероприятий, посвящённых 100-летию Геноцида армян[1].
- Медаль Мовсеса Хоренаци (28 декабря 2012) — за многолетнюю и плодотворную работу в системе государственного управления Республики Армения, значительный вклад в государственное строительство[2].
- Офицер ордена Академических пальм (27 ноября 2015, Франция).
- Награждён медалью «Гарегин Нжде» ВС РА, медалями Полиции РА «За сотрудничество» и «Защитник закона», золотой медалью Министерства спорта и по делам молодёжи, золотой медалью мэрии города Еревана, удостоен почётной премии МИД Румынии.
- В октябре 2010 года Армен Ашотян был награждён почетным орденом Российско-Армянского (Славянского) университета «за эффективную политическую деятельность, за новаторскую деятельность в сфере образования, за творческий и неординарный подход к решению задач, стоящих перед наукой и образованием, а также за постоянную поддержку РАУ».